# ثعلب رودريغز الطائر
ثعلب رودريغز الطائر أو خفاش الفاكهة رودريغز (الاسم العلمي: Pteropus rodricensis)، هو نوع من الخفافيش في فصيلة خفافيش الفاكهة. هو مستوطن في رودريغز، وهي جزيرة في المحيط الهندي تابعة لموريشيوس. موئله الطبيعي هي الغابات الاستوائية المنخفضة. الخفافيش كائنات اجتماعية، تجثم في مجموعات كبيرة خلال النهار وتتغذى في الليل، وتستخرج العصير ولحم الثمرة من الفاكهة. تُصاد من قبل البشر من أجل لحومها وتسبب ذلك بتضاءل أعدادها، وقد صنف الاتحاد الدولي للحفاظ على الطبيعة هذه الأنواع على أنها "مهددة بالانقراض". وفي محاولة للحفاظ عليها من الانقراض، أُصطيدت بعض الخفافيش ورُبت في حدائق الحيوان المختلفة حول العالم.